# Frederick Newmeyer
Frederick J. Newmeyer (ur. 30 stycznia 1944 w Filadelfii) – amerykański językoznawca. Zajmuje się składnią, typologią lingwistyczną oraz dziejami językoznawstwa.
W 1967 r. ukończył studia magisterskie z zakresu językoznawstwa na Uniwersytecie Rochesterskim. Doktorat z tejże dziedziny uzyskał w 1969 r. na University of Illinois, gdzie obronił pracę pt. English Aspectual Verbs. W latach 1969–1975 pełnił funkcję adiunkta na Uniwersytecie Waszyngtońskim. Później piastował stanowiska profesora nadzwyczajnego (1975–1981) oraz profesora zwyczajnego (1981–2006). W 2006 r. przyznano mu status profesora emerytowanego.
Jest autorem licznych pracy z dziedziny syntaktyki. Jest szczególnie znany ze swojego dorobku w zakresie składni generatywnej.

## Wybrana twórczość
- Linguistic Theory in America: The First Quarter Century of Transformational Generative Grammar (1980)
- Grammatical Theory: Its Limits and Its Possibilities (1983)
- Generative Linguistics: A Historical Perspective (1996)
- Language Form and Language Function (1998)
- Possible and Probable Languages: A Generative Perspective on Linguistic Typology (2005)
- Measuring Grammatical Complexity (współautorstwo, 2014)